# 船橋市立大穴小学校
船橋市立大穴小学校（ふなばししりつ おおあなしょうがっこう）は、千葉県船橋市大穴南二丁目にある公立小学校。通称は「大穴小」（おおあなしょう）、「穴小」（あなしょう）。
1977年に船橋市立大穴北小学校を新設し児童を分離したため「大穴南小学校」と呼ばれることもある。大穴・高根台地区のブロック体育祭の開催校である。

## 校訓
1. よく考え、すすんで学ぶ子供
2. 思いやりのある子供
3. 体をきたえ、がんばる子供

## 学区
大穴町、大穴南、三咲5丁目1番～17番、三咲6丁目1番～13番、23番～35番、南三咲3丁目23番～30番、南三咲4丁目8番～21番

## 沿革
- 1971年（昭和46年） - 開校・プール竣工。
- 1972年（昭和47年） - 管理棟完成。
- 1973年（昭和48年） - 12教室完成。
- 1974年（昭和49年） - 4教室完成。
- 1976年（昭和51年） - 体育館竣工。
- 1977年（昭和52年） - 大穴北小学校新設・分離。
- 1978年（昭和53年） - 校庭の大改修。
- 1980年（昭和55年） - 創立10周年記念式典・観察池完成。
- 1981年（昭和56年） - 平行棒、うんてい、ジャングルハングリング完成。
- 1982年（昭和57年） - 中庭花壇完成。
- 1983年（昭和58年） - 三角ジム、ジャンピングタッチ完成。
- 1985年（昭和60年） - 低学年図書室完成。
- 1986年（昭和61年） - 外トイレ完成。
- 1987年（昭和62年） - ランチルーム設置。
- 1988年（昭和63年） - 図工室新設・大穴富士改修。
- 1989年（平成元年） - 校舎外壁塗装工事完了。
- 1990年（平成2年） - 創立20周年記念式典・教育課程公開研究発表。
- 1991年（平成3年） - 校庭体育倉庫改築。
- 1992年（平成4年） - 市民図書室新設。
- 1993年（平成5年） - 国旗掲揚台新設。
- 1994年（平成6年） - 体育館可動ステージ新設。
- 1995年（平成7年） - 音楽室空調設備工事・特色ある学校指定（植物）。
- 1996年（平成8年） - コンピュータ室新設。
- 1999年（平成12年） - 創立30周年記念式典・大穴放課後ルーム開設。
- 2000年（平成13年） - 給食調理業務を専任業者に委託・教育功労賞（学校賞）受賞。
- 2001年（平成14年） - 船橋市教育委員会指定学校体育研究。
- 2002年（平成15年） - 船橋市教育委員会指定学校体育研究2年目。
- 2003年（平成16年） - 船橋市教育委員会指定学校体育公開研究。
- 2004年（平成17年） - 千葉県教育委員会指定「健康・体力づくり研究校」、千葉県学校体育優良校顕彰。
- 2005年（平成18年） - 千葉県教育委員会指定「健康・体力づくり研究校」2年目、全国学校体育研究優良校受賞。

## 行事

### ブロック体育祭
この地区のブロック体育祭（通称：ブロ体）はこの大穴小学校で開催される。参加校は本校の他に大穴北小学校、高根台第二小学校、そして高根台第三小学校である。高根台第一小学校も統合前は参加していた。

## 交通
- 最寄り駅：京成電鉄松戸線
  - 高根公団駅：京成バス千葉ウエスト高01系統さつき台行き乗車、大穴小学校下車徒歩0分
  - 滝不動駅：徒歩5分
  - 三咲駅：徒歩10分

## 著名な出身者
稲葉大樹 - プロ野球選手

## 周辺の施設
大穴中学校、海老ヶ作公民館